# Wenn ich mich fürchte...
Pour plus de détails, voir Fiche technique et Distribution.
Wenn ich mich fürchte... est un film allemand réalisé par Christian Rischert et sorti en 1984.

## Synopsis
Après sa rupture avec sa femme, Robert Feldmann, réalisateur au seuil de la cinquantaine, sombre dans une crise existentielle. Pour conjurer sa peur, il s'attelle à un nouveau film, mais ses problèmes viennent entraver ses projets.

## Fiche technique
- Titre original : Wenn ich mich fürchte...[1]
- Réalisation : Christian Rischert
- Scénario : Christian Rischert
- Musique : Eberhard Schoener
- Photographie : Xaver Schwarzenberger
- Son : Yves Zlotnicka
- Montage : Margret Sager
- Décors : Winfried Hennig
- Costumes : Anastasia « Stasi »  Kurz
- Pays de production :  Allemagne de l'Ouest
- Langue de tournage : allemand
- Producteurs : Christian Rischert, Dietrich von Watzdorf
- Sociétés de production : Baverischer Rundfunk, Christian Rischert Filmproduktion, Multimedia Gesellschaff für audiovisuelle Information
- Société de distribution : Filmverlag Der Autoren
- Format : couleur (Eastmancolor) — 35 mm — 1.66:1 — stéréo
- Genre : drame
- Durée : 105 min
- Date de sortie : 
  - Allemagne de l'Ouest: 19 octobre 1984
- Récompense :  prix du film allemand 1984 : Horst Buchholz, prix or du meilleur acteur

## Distribution
- Horst Buchholz : Robert Feldmann
- Franziska Bronnen : Johanna Feldmann
- Tilo Prückner : Theo Schuster
- Constanze Engelbrecht : Rita
- Herta Schwarz : la mère de Robert
- Elma Karlowa : la femme de ménage

## Distinction
- Prix du film allemand 1984 : Horst Buchholz lauréat du prix or du meilleur acteur.